# Тучин, Руслан Мансурович
Русла́н Мансу́рович Ту́чин (род. 3 октября 1977 в Коврове, Владимирская область, РСФСР, СССР) — российский следж-хоккеист. Нападающий сборной России по следж-хоккею. Серебряный призёр Паралимпийских игр 2014. Бронзовый призёр чемпионата мира по следж-хоккею 2013 года, участник первенства Европы 2011 года. Двукратный серебряный призёр первенств России 2011 и 2012, чемпион страны 2014. Заслуженный мастер спорта России. С 2010 года выступает за ижевский клуб «Удмуртия».

## Биография
Когда Руслану Тучину было 24 года, он попал под поезд и лишился обеих ног. После этого он 8 лет не выходил из дома, но позже занятия спортом помогли ему вернуться к активной жизни.
В спорт попал случайно. Приехал в протезное предприятие, где мне рассказали про этот спорт и дали телефон тренера...
Во время Зимних Паралимпийских игр в Сочи (2014) Руслан Тучин в составе сборной России по следж-хоккею завоевал серебряную медаль.
Девиз Руслана Тучина:
Человек — сам творец своего счастья!

## Награды
- Медаль ордена «За заслуги перед Отечеством» I степени (17 марта 2014 года) — за большой вклад в развитие физической культуры и спорта, высокие спортивные достижения на XI Паралимпийских зимних играх 2014 года в городе Сочи[5]